# گمینا میخاووویتسه (استان ماسوویان)
گمینا میخاووویتسه (استان ماسوویان) (به لهستانی:  Gmina Michałowice) یک گمینا در لهستان است که در شهرستان پروشکوف واقع شده‌است. گمینا میخاووویتسه ۳۴٫۸۸ کیلومتر مربع مساحت و ۱۵٬۵۲۹ نفر جمعیت دارد.